# Gymnosporia somalensis
Gymnosporia somalensis är en benvedsväxtart som beskrevs av Ludwig Eduard Theodor Loesener. Gymnosporia somalensis ingår i släktet Gymnosporia och familjen Celastraceae. Inga underarter finns listade.